# Agente de tratamento de farinha
Agentes de tratamento de farinha, também chamados agentes de melhora são as substâncias que adicionam-se à farinhas ou massas para melhorar a qualidade da cozedura e melhorar suas propriedades, com exceção dos emulsionantes.
Podem ser divididos em agentes de alvejamento (ou branqueamento), agentes de maturação e agentes de processamento.